# Wind of Change
"Wind of Change" là một bản power ballad năm 1990 được viết bởi Klaus Meine, ca sĩ của ban nhạc Scorpions. Lời bài hát ca tụng những thay đổi chính trị ở Đông Âu tại thời điểm đó – như sự sụp đổ của bức tường Berlin, tự do gia tăng ở khối cộng sản (điều này đã sớm dẫn đến sự sụp đổ của Liên Xô), và rõ ràng sự kết thúc của chiến tranh Lạnh.
Với số lượng ước tính là 14 triệu bản được bán ra trên toàn thế giới, "Wind of Change" là một trong những đĩa đơn bán chạy nhất mọi thời đại. Nó giữ kỷ lục đĩa đơn bán chạy nhất của một nghệ sĩ người Đức. Ban nhạc đã tặng một đĩa vàng và 70.000 đô la tiền bản quyền từ đĩa đơn cho Mikhail Gorbachev vào năm 1991.

## Xuất hiện
Bài hát đã xuất hiện trên album năm 1990 có tên Crazy World, nhưng đã không trở thành một hit khắp thế giới cho đến năm 1991, khi nó lên đỉnh bảng xếp hạng ở Đức và khắp châu Âu, và #4 ở Hoa Kỳ và #2 ở Anh quốc. Sau đó nó xuất hiện trong album trực tiếp năm 1995 Live Bites,trong album năm 2000 của họ Moment of Glory, với Berlin Philharmonic Orchestra, và album unplugged năm 2000 Acoustica.

## Lịch sử hình thành
Lời nhạc bằng tiếng Anh ca tụng sự thay đổi chính trị diễn ra trong cuối những năm 1980 ở châu Âu. Bài hát, theo ý kiến của đài truyền hình SWR, được cho là "không có ca khúc rock nào khác có thể tả lại tâm trạng của thời kỳ cuối những năm 80, khi với glasnost và perestroika của Liên Xô một sự thay đổi lớn về chính trị đã bắt đầu."  Trong bài hát người kể chuyện mô tả việc anh ta trong một đêm mùa hè đi dọc theo sông Moskva và lắng nghe "cơn gió của sự thay đổi" thổi tan đi những thù địch cũ. Bài hát cổ võ sự thông cảm Đông-Tây và đánh đúng vào suy tưởng chủ yếu của thời đó. Nó đi kèm theo sự sụp đổ của Bức tường Berlin và trở thành bài hát ca ngợi sự đổi mới ở Liên Xô. Nhà lãnh đạo Michail Gorbatschow của nhà nước và đảng Cộng sản Liên Xô đã tiếp đón ban nhạc Scorpions vì bài hát này vào ngày 14 tháng 12 năm 1991 tại điện Kremlin.
Klaus Meine nói trong một cuộc phỏng vấn rằng giai đoạn từ năm 1988 đến 89 ở Liên Xô được đánh dấu bởi tâm trạng, là cuộc Chiến tranh Lạnh sắp kết thúc, và âm nhạc là những gì kết nối giữa các dân tộc. Những kỷ niệm của thời điểm đó cũng được truyền đạt trong video của bài hát. Bản nhạc được lấy cảm hứng khi Meine tới Moscow để tham gia vào Rock Festival Hòa bình vào ngày 13 tháng 8 năm 1989 tại sân vận động Lenin, nơi Scorpions trình diễn trước khoảng 300.000 người hâm mộ.

## Thành tích
Năm 2005 khán giả của mạng truyền hình Đức ZDF đã chọn bài này là bài hát của thế kỷ. Bài hát này thường được chơi trên các chương trình truyền hình để để đại diện cho cảnh sụp đổ của Bức tường Berlin. Ở Đức bài hát này được biết rộng rãi như là một bài hát thống nhất nước Đức, tuy nhiên nó chỉ nổi tiếng hai năm sau.
Ban nhạc cũng thu một bản tiếng Nga của bài hát, dưới tựa đề Ветер Перемен (Veter Peremen).